# Lothaire Ier
Pour les articles homonymes, voir Lothaire.
Lothaire Ier, né en 795 et mort le 29 septembre 855 à Prüm, est le fils de Louis Ier dit le Pieux et d'Ermengarde de Hesbaye. Il est roi d'Italie, de Lotharingie et co-empereur d'Occident de juillet 817 à novembre 833, seul empereur jusque février 835 puis de nouveau co-empereur jusque 840 et finalement seul empereur de 840 à 855.

## Biographie
En 814, son père lui confie d'abord le gouvernement de la Bavière, puis en juillet 817, promulgue l’Ordinatio Imperii qui l'associe à l’Empire, et le déclare seul héritier. Il assigne cependant à ses fils puînés, Pépin et Louis, une part du territoire avec un rôle subordonné. Également reconnu comme roi des Francs, Lothaire Ier est envoyé en Italie, où il prend en 820 ou 822 le titre de roi des Lombards, et s’installe à Pavie. Le 5 avril 823 à Rome, il est couronné coempereur par le pape Pascal Ier, celui-ci se soumettant à son autorité.

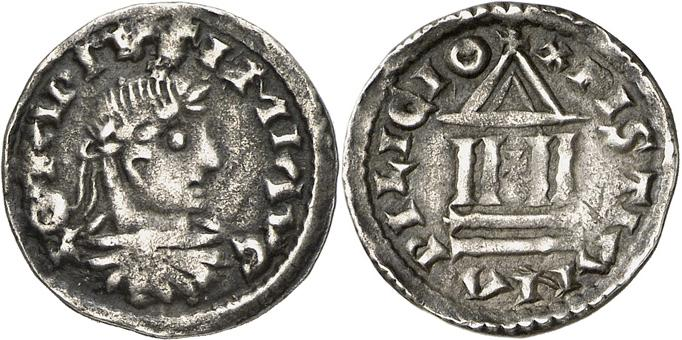
Denier au buste de Lothaire Ier frappé vers 833.

En 829, Louis le Pieux jette les bases d'un partage nouveau, favorable à son plus jeune fils Charles, né en 823 de sa seconde épouse Judith de Bavière. Lothaire Ier se révolte alors contre son père Louis le Pieux. Lothaire entraîne ses deux frères Louis le Germanique et Pépin Ier d'Aquitaine contre leur père, et le détrône une première fois en 830. Mais le fils rebelle est battu et ne conserve que l'Italie. Le Royaume franc proprement dit est attribué à ses trois frères. Toutefois, la rivalité qui ne cesse d'exister entre Judith et ses beaux-enfants amène la crise de 833 qui voit la déposition de Louis le Pieux par ses fils. Lothaire s'empare du pouvoir souverain ; une nouvelle répartition du territoire écarte les prétentions de Charles. Au cours de l'année suivante la situation se modifie profondément : Louis et Pépin se rapprochent de leur père ; Lothaire est contraint de prendre la fuite ; le vieil empereur est restauré le 1er mars 834. En 838, réconcilié avec Lothaire, Louis le Pieux opère un nouveau partage à Worms, 3 mai 839. Lothaire reçoit, outre l'Italie, la portion orientale du Royaume franc. Quelques mois plus tard, il conclut un traité avec le doge vénitien Pietro Tradonico appelé Pactum Lotharii.

Les royaumes francs en 843. La Francie médiane est en vert au centre.

Après la mort de son père en 840, ses deux frères, Louis le Germanique et Charles, refusent de le reconnaître comme suzerain. Lothaire Ier tente alors d'envahir leurs États, mais ceux-ci se liguent contre lui et, en juin 841, obtiennent la victoire à la bataille de Fontenoy-en-Puisaye dans l’Auxerrois. Le 14 février 842, les deux vainqueurs renforcent même leur alliance par les serments de Strasbourg. L'année suivante, ils lui imposent le traité de Verdun qui lui permet de conserver le titre impérial, et lui octroie la Francie médiane, un domaine long et étroit allant de la mer du Nord jusqu'au sud de Rome et incluant la capitale de l'Empire carolingien, Aix-la-Chapelle.
Peu de temps avant de mourir en 855, Lothaire Ier abdique pour aller s’enfermer dans l’abbaye de Prüm. Avant d'y mourir, il a pris soin (traité de Prüm) de partager son empire entre ses trois fils : Louis reçoit le royaume d’Italie avec le titre d’empereur, Charles la Provence jusqu’à Lyon, et Lothaire II le reste, toute la partie nord de l'empire, de la Frise jusqu'au sud de l'actuel département de la Haute-Marne. Ce dernier domaine va s'appeler la Lotharingie, nom issu du latin Lotharii Regnum, le royaume de Lothaire. À la fin de sa vie, il comble les abbayes de Murbach, de Lièpvre, d'Erstein, de Saint-Étienne à Strasbourg et de Munster.

## Mariage et descendance
En octobre 821 à Thionville, Lothaire épouse Ermengarde, fille du comte de Tours, Hugues d'Alsace, qui lui donne huit enfants :
- Louis II le Jeune (° v. 825 - † 875), empereur d'Occident (855-875), épouse Engelberge ;
- Ermengarde (° v. 825/830 - † apr. 865/866), épouse Gislebert de Maasgau (820-875) (cf. famille des Régniers) ;
- Lothaire II de Lotharingie (° v. 835 - † 869), roi de Lotharingie (855-869), épouse en premières noces Theutberge (cf. Bosonides), puis épouse en secondes noces Waldrade ;
- Hiltrude ou Helletrude (° v. 826 - † apr. 865/866), épouse d'un comte nommé Bérenger[5] ;
- Rotrude (° v. 835/840 - † ?), née à Pavie, mariée en 850-51 à Lambert II de Nantes, margrave de Bretagne, comte de Nantes qui meurt le 1er mai 852. Première abbesse de l'abbaye d'Erstein ;
- Charles de Provence (° v. 845 - † 863), roi de Provence (855-863) ;
- Gisèle (° v. 830 - † 860), abbesse de Saint-Sauveur de Brescia ;
- Berthe (° v. 830 - † apr. le 7 mai 852 ou après 877), abbesse d'Avenay-Val-d'Or, mariée au comte Béranger, elle n'aurait pris le voile que du consentement ou après la mort de celui-ci[6].

D'une maîtresse nommée Doda il eut : Carloman (° v. 853 - † ?)

## Dans la fiction
L'auteur dramatique et librettiste Hippolyte Bis commença sa carrière littéraire en écrivant, en collaboration avec François Hay, une tragédie en trois actes et en vers, Lothaire, qui met en scène la tentative de prise de pouvoir de Lothaire au détriment de son père Louis le Pieux. La tragédie fut publiée en 1817 mais ne fut jamais jouée.

## Ascendance
Pour un article plus général, voir Généalogie des Carolingiens.